# Selbstbildnis, 1912 (Jawlensky)

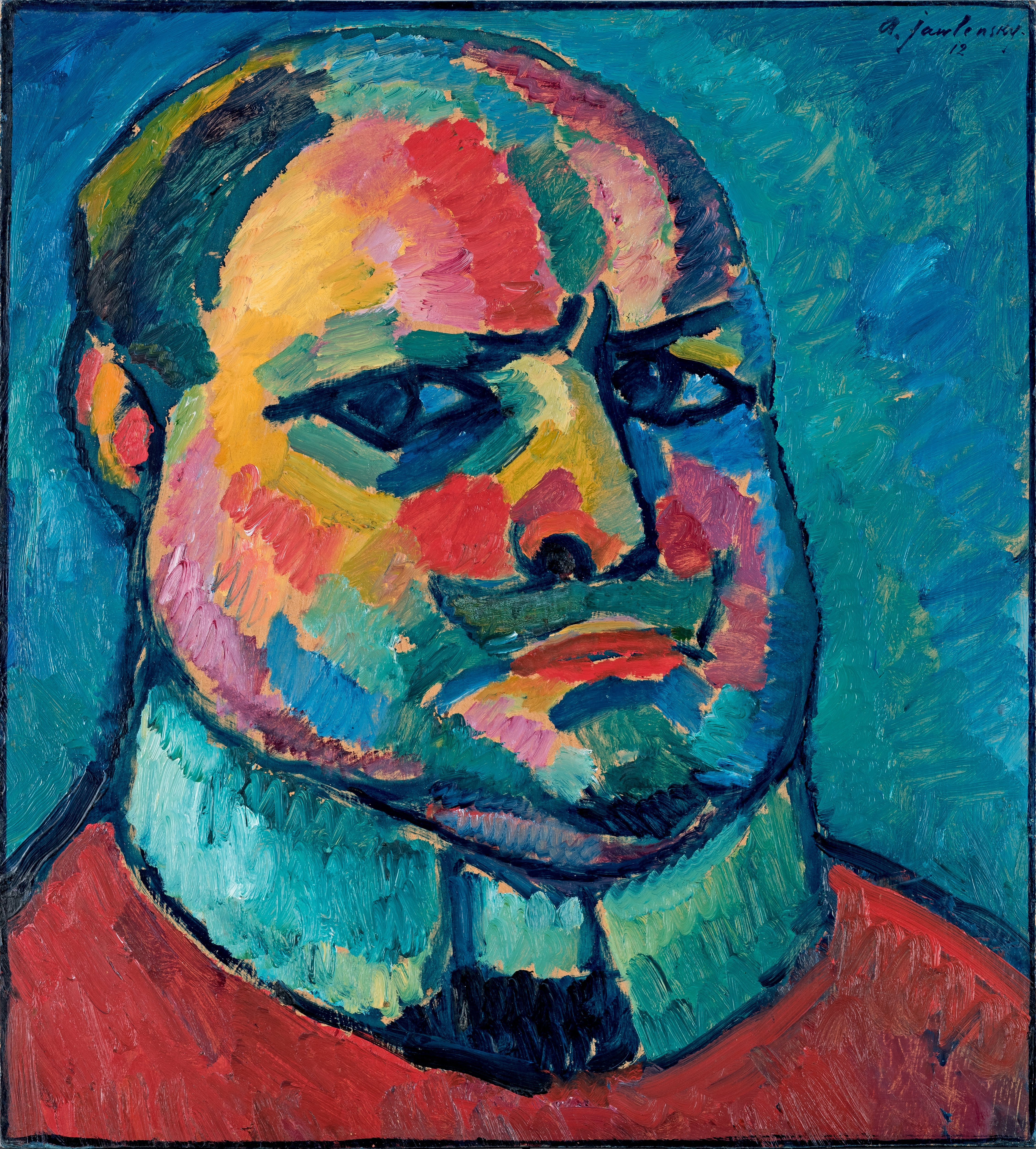
Alexej Jawlensky: Selbstbildnis, 1912

Selbstbildnis ist der Titel eines Gemäldes des deutsch-russischen Künstlers Alexej Jawlensky, das er 1912 malte. 1973 wurde es von dem damaligen Museumsdirektor Ulrich Schmidt unter erheblichen Widerständen für das Museum Wiesbaden erworben. Es trägt die Inventar-Nummer M 898 und ist eine Dauerleihgabe der Landeshauptstadt Wiesbaden.

## Technik und Bildträger
Bei dem „Selbstbildnis“ handelt es sich um ein Ölgemälde auf Karton im Hochformat, „53,5 x 48,5 cm“. Es ist im Bild oben rechts signiert und datiert „A. Jawlensky 12“. „Rückseitig ein mit blauer Farbe zugemaltes Selbstbildnis, bezeichnet (von fremder Hand mit weißem Pinsel): Selbstbildnis/1912/A. Jawlensky, bezeichnet unten links (mit weißem Pinsel: N. 18.)“ Das Bild ist verzeichnet im „Katalog der Gemälde“ von Weiler von 1959, im „Werkstattverzeichnis“ von 1970 bei Weiler, im „Catalogue Raisonné“ von 1991 des Jawlensky-Archivs.

## Bildbeschreibung
„Im Jahre 1912 entwickelte Jawlensky das weiter, was er in Prerow begonnen hatte. Nun entstanden die meisten jener starken und gewaltigen Köpfe, die Zeugnis ablegen von der elementaren Gefühlswelt, in der er lebte. […] Das mit wütenden Pinselhieben hingeworfene „Selbstbildnis“ […] ist eine der grandiosesten Schöpfungen des Expressionismus. Alles ist gebändigte Kraft. Die ganze Brutalität einer östlichen Welt scheint gepaart mit westlicher Ratio. Ein wahrhaft herrschaftliches Bild. Else Lasker-Schüler, die ihren Freunden so treffende Namen zu geben wusste, nannte Jawlensky den „Schutzherrn von Rußland“. Vor jenem Bild kann man diesen Namen verstehen.“
„Was die Einmaligkeit seines Selbstbildnisses von 1912 ausmacht, ist die Klarheit und Konsequenz seines Einsatzes rein expressionistischer Mittel, nämlich der Farben und Formen unter Verzicht auf Attribute und Accessoires. In seinem Selbstbildnis zeigt sich Jawlensky, ohne dass der Betrachter durch Nebensächlichkeiten von seiner Persönlichkeit abgelenkt werden könnte, als ein Mann, der in seinem Leben viel erfahren, gearbeitet, gelitten und nachgedacht hat. Sein Schicksal hat ihn aber auch gefestigt, sicher und selbstbewusst gemacht. Dieses empfindet jeder Betrachter beim Anblick des Bildes und sucht nach einer Erklärung seines Eindruckes. Bei genauerem Hinschauen entdeckt er dann, dass Jawlensky sein Selbstbildnis aus ganz einfachen Formen logisch und konsequent, nach den Erfordernissen einer Architektur oder eines Monumentes aufgebaut hat, die ihm Festigkeit und Stabilität verleihen. Wie ein Fundament erscheinen die roten Schulterpartien, die dem zweiten Element in der Komposition, der Halskrause, die Funktion eines Sockels zukommen lassen. Dieser trägt sicher das Oval des Kopfes und lässt in keinerlei Hinsicht den Eindruck einer Labilität der Form, noch der dargestellten Persönlichkeit aufkommen.“

## Studien zum „Selbstbildnis“
Das Museum Wiesbaden besitzt zwei Bleistiftskizzen zu Jawlenskys Gemälde „Selbstbildnis“, Inventarnummer: Z 351 und Z 434i. Erstere zeigt bereits recht genau den architektonischen Aufbau des späteren Gemäldes. Die Schultern als Fundament- und die Halskrause als Sockel gebildet, die schließlich den Kopf trägt, sind schon in der Zeichnung angelegt. Sie wurde 1960 von dem damaligen Museumsdirektor Clemens Weiler erworben. Die zweite Zeichnung skizziert den Porträtkopf sehr summarisch. Beiden ist allerdings gemein, dass die Blickrichtung nach links geht, während Jawlensky im Gemälde in die andere Richtung schaut. Unten links ist das Blatt bezeichnet: „A. v Jawlensky“. Darunter „in Druckbuchstaben in Bleistift von fremder Hand, ausradiert aber noch lesbar: SELBSTPORTRAIT.“ Unten rechts findet sich eine Datierung ebenfalls „von fremder Hand“ […] „1912“.
„An der Echtheit der Zeichnung selbst lässt sich nicht zweifeln. […] Der Vergleich zwischen Zeichnung und dem Gemälde zeigt, dass sich Jawlensky in der endgültigen Bildfassung für Veränderungen gegenüber der Zeichnung entschieden hat. Es wird nicht nur deutlich, dass er eine andere Ansichtsseite wählte, um sich besser in Szene setzen zu können, sondern er hat auch den formalen Aufbau gefestigt.“

## Japanische Einflüsse
Zu Jawlenskys herausragenden Gemälden im Jahr 1912 zählt zweifellos sein „Selbstbildnis“, eine brillante Inszenierung der eigenen Person, die ohne japanische Vorbilder nicht denkbar ist. „Auf viele Betrachter wirkt das ‚Selbstbildnis‘ befremdend. Es ist der Blick aus den mit breitem Pinsel in dunkleren Farben umrandeten Augen, der beim Anblick von Jawlenskys expressionistischen Porträts an Fremdländisches erinnert. Dazu trägt auch der ungewöhnliche, exotisch anmutende Farbauftrag im Gesicht bei. In dieser Hinsicht wird gerne auf eine den Russen als typisch angelastete Maßlosigkeit verwiesen, worüber sich Jawlensky schon in seinen frühen Münchner Jahren geärgert – und wogegen er sich gewehrt hat.“
Ein Blick auf die noch erhaltenen Blätter von Jawlenskys Japansammlung, insbesondere das Schauspielerbildnis von Toyohara Kunichika, macht hingegen deutlich, dass auch in der japanischen Kunst eine Quelle seiner künstlerischen Inspiration zu sehen ist. Dies zumal Kunichika als Spezialist für Okubi-e–Bilder, „Großkopf-Darstellungen“, gilt. Er verzierte das Gesicht seines Bühnenkünstlers mit einer im Kabuki–Theater angewandten dicken und maskenhaften Schminktechnik, Kumadori. Die Sujiguma, die roten Linien im Gesicht des Schauspielers, symbolisieren „Rechtschaffenheit, Willensstärke und Leidenschaft, während die blaue Zeichnung [...] negativ besetzt ist“.
Beide Künstler, Kunichika und Jawlensky, zielten darauf ab, das Wesen eines Menschen darzustellen und nutzten hierzu in übereinstimmender Weise auch die drei Grundfarben – Gelb, Rot und Blau – die sie mit den Komplementärfarben – Violett, Grün und Orange – in ein Gleichgewicht brachten. Bei aller Verwandtschaft im Umsetzen ihres Anliegens ging Jawlensky jedoch weit über seinen japanischen Kollegen hinaus. Kunichika benötigte noch Attribute – Schwert und Kriegergewand – um seinen Schauspieler als furchtlosen Kriegshelden erkenntlich machen zu können. Jawlensky verzichtete dagegen auf die üblichen Accessoires eines Malers, Pinsel und Palette. Ihm genügte der Einsatz rein künstlerischer Mittel – nämlich Form und Farbe – um zu dem gleichen Ergebnis – hier der Darstellung eines selbstbewussten, erfolgreichen Malers zu kommen.
Als Jawlensky die japanischen Holzschnitte kennenlernte und aus ihnen schöpfte, um sein eigenes Werk zu erneuern, hatte die Aufgeschlossenheit für japanische Kunst in der westlichen Kunstgeschichte schon Tradition. Er anverwandelte sich wie kein europäischer Maler vor ihm, die japanische Meisterschaft, Charaktere zu erfassen und Gemütszustände als sein Markenzeichen ins Bild zu setzen. Nicht nur das expressionistische Werk des „Kopf–Malers“ Jawlensky ist davon geprägt, sondern reicht über die Serien seiner „Variationen“, „Mystischen Köpfe“, „Heilandsgesichte“, „Abstrakten Köpfe“ und „Christusköpfe“ bis hin zu den „Meditationen“ seines Spätwerks.